# Moxostoma hubbsi
Moxostoma hubbsi é uma espécie de peixe actinopterígeo da família Catostomidae.
Apenas pode ser encontrada no Canadá.